# Inxeba
Inxeba (ve xhoštině “rána“) je koprodukční dramatický film z roku 2017, který režíroval John Trengove podle vlastního scénáře. Jedná se o adaptaci jihoafrického románu A Man Who is Not a Man od Thando Mgqolozana z roku 2009. Snímek měl světovou premiéru na filmovém festivalu Sundance dne 22. ledna 2017.

## Děj
V horách ve Východním Kapsku v JAR přichází osamělý dělník Xolani do místní komunity na každoroční rituální zasvěcující obřad, kterého se účastní přibližně deset dospívajících chlapců. Kwanda, mladý muž z Johannesburgu objeví Xolaniho tajemství, čímž riskuje jeho život.

## Obsazení
| Nakhane Touré                | Xolani           |
| Bongile Mantsai              | Vija             |
| Niza Jay Ncoyini             | Kwanda           |
| Siphosethu Ngcetane          | Nkosi            |
| Loyiso Lloyd N Ngqayana      | Vijův zasvěcenec |
| Sibabalwe Esbie Ngqayana     | Zuko             |
| Halalisani Bradley Cebekhulu | Lukas            |
| Inga Qwede                   | Ncedo            |

## Ocenění
- Filmové dny Kartágo: Stříbrný tanit
- Queer Lisabon: cena publika Queer Porto